# Augiròlas
Augerolles és un municipi francès situat al departament del Puèi Domat i a la regió d'Alvèrnia-Roine-Alps. L'any 2007 tenia 909 habitants.

## Demografia

### Població
El 2007 la població de fet d'Augerolles era de 909 persones. Hi havia 404 famílies de les quals 152 eren unipersonals (60 homes vivint sols i 92 dones vivint soles), 136 parelles sense fills, 104 parelles amb fills i 12 famílies monoparentals amb fills.
La població ha evolucionat segons el següent gràfic:
Habitants censats

### Habitatges
El 2007 hi havia 671 habitatges, 421 eren l'habitatge principal de la família, 174 eren segones residències i 75 estaven desocupats. 630 eren cases i 39 eren apartaments. Dels 421 habitatges principals, 342 estaven ocupats pels seus propietaris, 67 estaven llogats i ocupats pels llogaters i 12 estaven cedits a títol gratuït; 20 tenien dues cambres, 58 en tenien tres, 127 en tenien quatre i 216 en tenien cinc o més. 334 habitatges disposaven pel capbaix d'una plaça de pàrquing. A 180 habitatges hi havia un automòbil i a 178 n'hi havia dos o més.

### Piràmide de població
La piràmide de població per edats i sexe el 2009 era:
| Homes | Edats   | Dones |
| ----- | ------- | ----- |
| 0     | 95 o +  | 0     |
| 0     | 90 a 94 | 4     |
| 4     | 85 a 89 | 20    |
| 0     | 80 a 84 | 12    |
| 20    | 75 a 79 | 32    |
| 36    | 70 a 74 | 36    |
| 40    | 65 a 69 | 44    |
| 16    | 60 a 64 | 24    |
| 24    | 55 a 59 | 28    |
| 24    | 50 a 54 | 44    |
| 44    | 45 a 49 | 36    |
| 28    | 40 a 44 | 24    |
| 36    | 35 a 39 | 28    |
| 24    | 30 a 34 | 20    |
| 52    | 25 a 29 | 12    |
| 12    | 20 a 24 | 16    |
| 24    | 15 a 19 | 24    |
| 20    | 10 a 14 | 8     |
| 24    | 5 a 9   | 32    |
| 12    | 0 a 4   | 8     |

## Economia
El 2007 la població en edat de treballar era de 523 persones, 379 eren actives i 144 eren inactives. De les 379 persones actives 334 estaven ocupades (193 homes i 141 dones) i 45 estaven aturades (19 homes i 26 dones). De les 144 persones inactives 56 estaven jubilades, 46 estaven estudiant i 42 estaven classificades com a «altres inactius».

### Ingressos
El 2009 a Augerolles hi havia 430 unitats fiscals que integraven 924,5 persones, la mediana anual d'ingressos fiscals per persona era de 15.437 €.

### Activitats econòmiques
Dels 46 establiments que hi havia el 2007, 3 eren d'empreses extractives, 2 d'empreses alimentàries, 3 d'empreses de fabricació d'altres productes industrials, 10 d'empreses de construcció, 7 d'empreses de comerç i reparació d'automòbils, 2 d'empreses de transport, 5 d'empreses d'hostatgeria i restauració, 3 d'empreses immobiliàries, 2 d'empreses de serveis, 5 d'entitats de l'administració pública i 4 d'empreses classificades com a «altres activitats de serveis».
Dels 17 establiments de servei als particulars que hi havia el 2009, 1 era una oficina de correu, 2 tallers de reparació d'automòbils i de material agrícola, 1 paleta, 1 guixaire pintor, 5 fusteries, 1 lampisteria, 1 electricista, 1 perruqueria, 3 restaurants i 1 agència immobiliària.
Dels 4 establiments comercials que hi havia el 2009, 1 era una botiga de menys de 120 m², 2 fleques i 1 una llibreria.
L'any 2000 a Augerolles hi havia 35 explotacions agrícoles que ocupaven un total de 1.078 hectàrees.

## Equipaments sanitaris i escolars
El 2009 hi havia 1 farmàcia i 1 ambulància.
El 2009 hi havia una escola elemental.

## Poblacions més properes
El següent diagrama mostra les poblacions més properes.